# 郑同 (明朝宦官)
郑同（？年—1483年），朝鲜黄海道信川人, 成化时期的御马监太监。郑同因为是跟随明成祖宠爱的韩丽妃之妹韩桂兰进宫的，因此与朝鲜韩氏家族关系密切。

## 生平
宣德二年（1427年），选入宫廷。
景泰六年（1455年），第一次出使朝鲜，是太监高辅的副使。
成化四年（1468年），第二次出使朝鲜，是太监崔安的副使。
成化十六年（1480年），第三次出使朝鲜，担任正使，赏赐朝鲜国王出兵帮助征建州之叛乱的功劳。
成化十七年（1481年），第四次出使朝鲜，担任正使，赐朝鲜王妃诰命、冠服。
成化十九年（1483年），第五次出使朝鲜，担任正使，册封朝鲜王子为朝鲜国王世子， 之后，在朝鲜去世。　